# Desnudo heroico

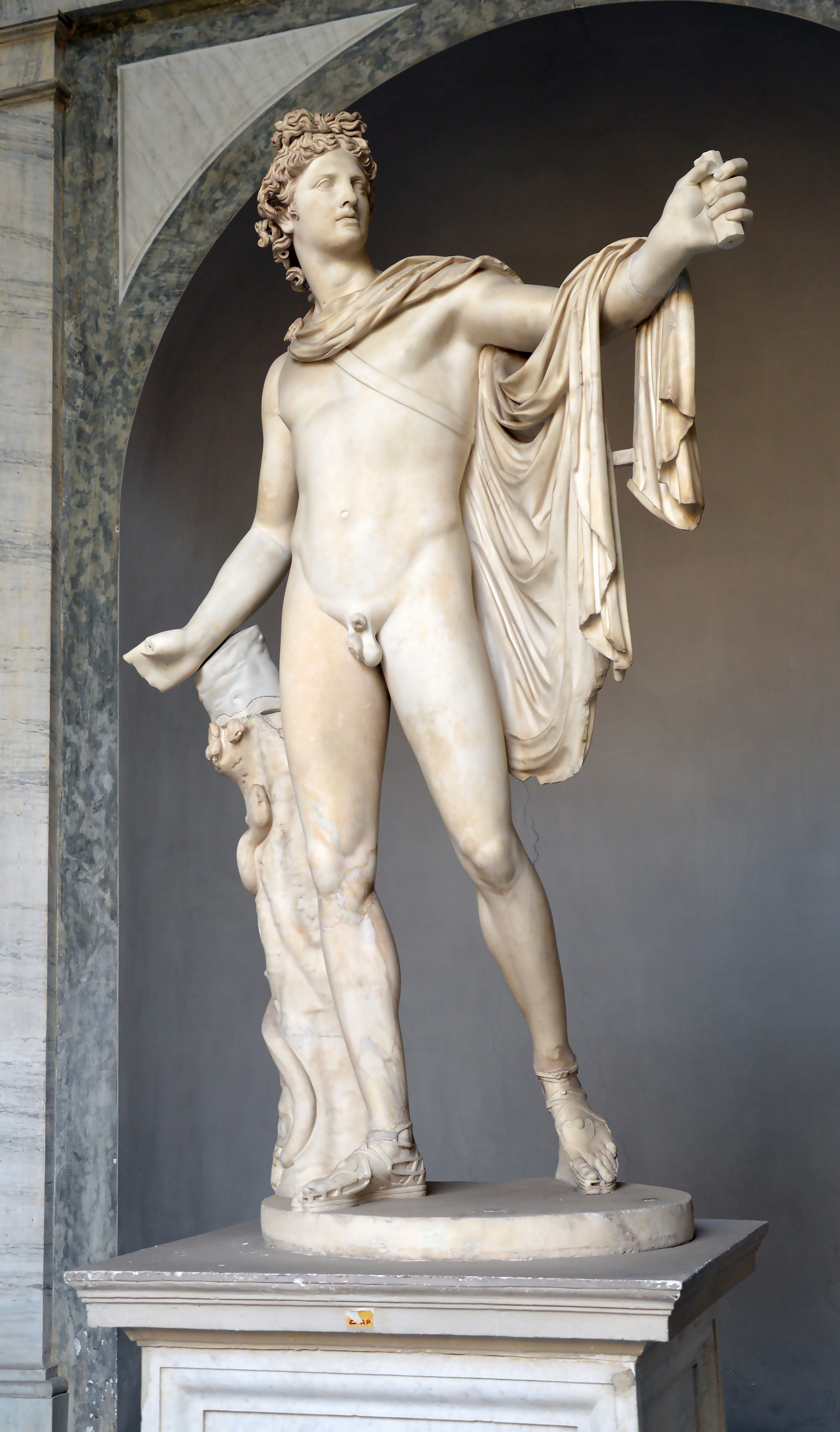
El Apolo del Belvedere atribuido a Leocares, ejemplo típico del desnudo heroico-divino de la Antigüedad, en el Museo Pio-Clementino.}

El desnudo heroico o desnudez ideal es un concepto del arte y la cultura clásicos que pretende describir el uso del cuerpo humano desnudo especialmente, pero no sólo, en la escultura griega; pretende indicar que el sujeto humano aparentemente mortal representado en la escultura es en realidad un semidiós, es decir, un héroe.
Esta convención tuvo su inicio durante el periodo Grecia Arcaica (800-480 a. C.) y fue adoptada posteriormente por la escultura helenística y la escultura romana. El concepto funcionaba tanto para retratos de figuras masculinas como femeninas (en los retratos de  Venus y otras diosas). Particularmente en algunos ejemplos romanos podría llevarnos a la extraña yuxtaposición de un gusto hiperrealista (defectos físicos o elaborados peinados femeninos) con la visión idealizada del «cuerpo divino» al perfecto estilo griego.

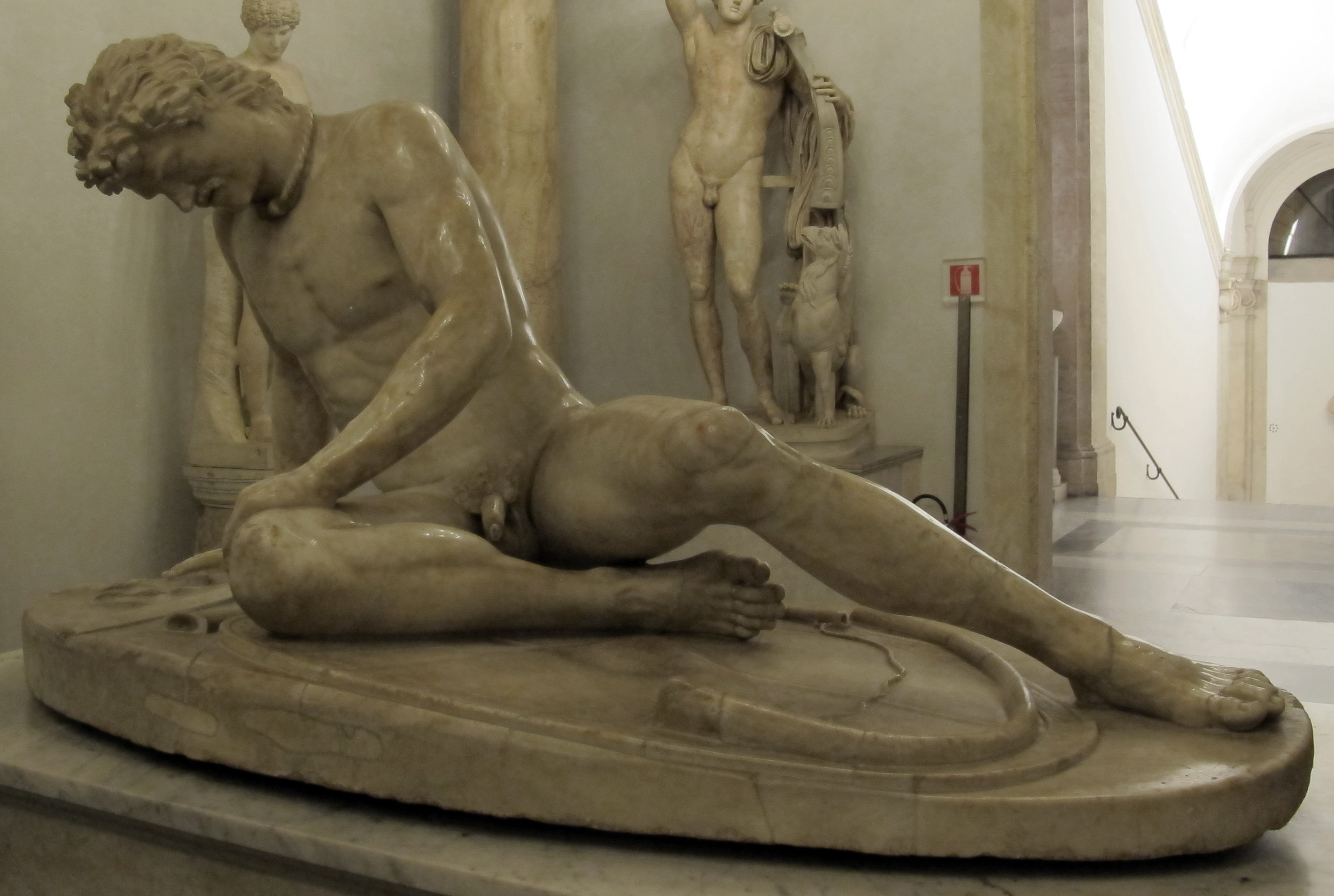
El Gálata moribundo.

Como concepto, se ha modificado desde sus inicios con otros tipos de desnudez propios de la escultura clásica, por ejemplo la desnudez (reminiscencia del pathos) de valientes luchadores derrotados en batalla por enemigos bárbaros, como el Gálata moribundo.
Tras desaparecer durante la mayor parte de la Edad Media, la idea se reintegró en el arte moderno como ejemplo de las virtudes (lo verdadero, lo bello y lo bueno) encarnadas por el cuerpo humano masculino desnudo. Entre finales del siglo XVIII y principios del XIX, esta metáfora representaba la representación perfecta de los grandes hombres, aquellos cuyas acciones podían encarnar el estatus existencial más elevado.
Reapareció con gran vigor sobre todo durante el Renacimiento y el Neoclasicismo, periodos en los que el legado clásico influyó poderosamente en todas las formas del arte elevado: son muy famosos los desnudos heroicos de Miguel Ángel Buonarroti (ejemplar es la figura de su David) o los de Antonio Canova (con Perseo con la cabeza de Medusa y Napoleón como Marte pacificador, por poner sólo dos ejemplos entre muchos).
|                                                                                |
| Un príncipe seléucida representado en desnudez heroica, Museo Nacional Romano. |

|                                                                                                 |
| Estatua heroica de un general romano con la cabeza de Augusto (siglo I), en el Museo del Louvre |

| |
| Estatura romana con la cabeza de Marco Claudio Marcelo (siglo I), basada en una estatua griega del siglo V a. C.). |

|                                                                                               |
| Napoleón como Marte pacificador (1802-1806) de Antonio Canova, en la Apsley House en Londres. |

## Historia

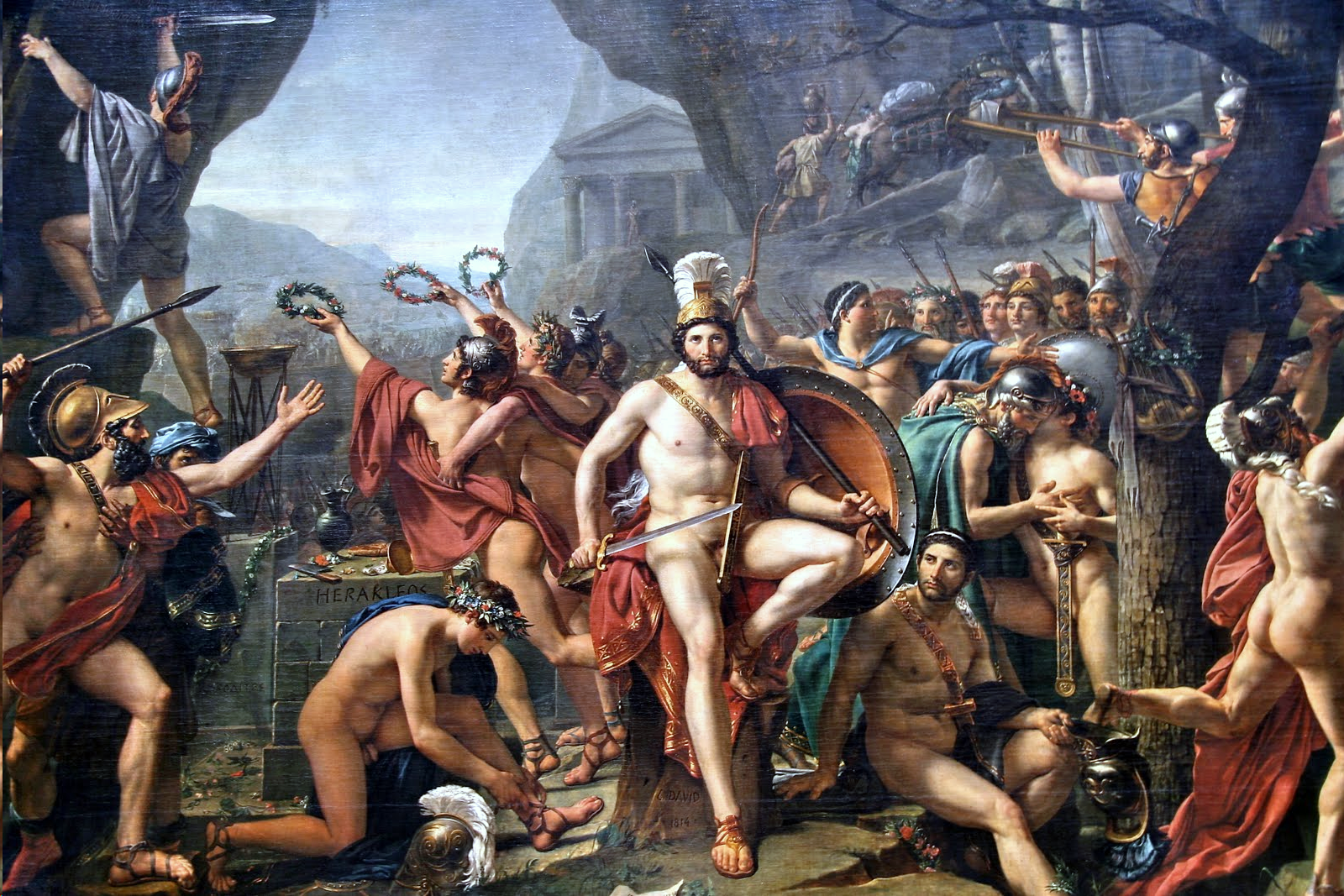
Leónidas en las Termópilas de Jacques-Louis David (1814).

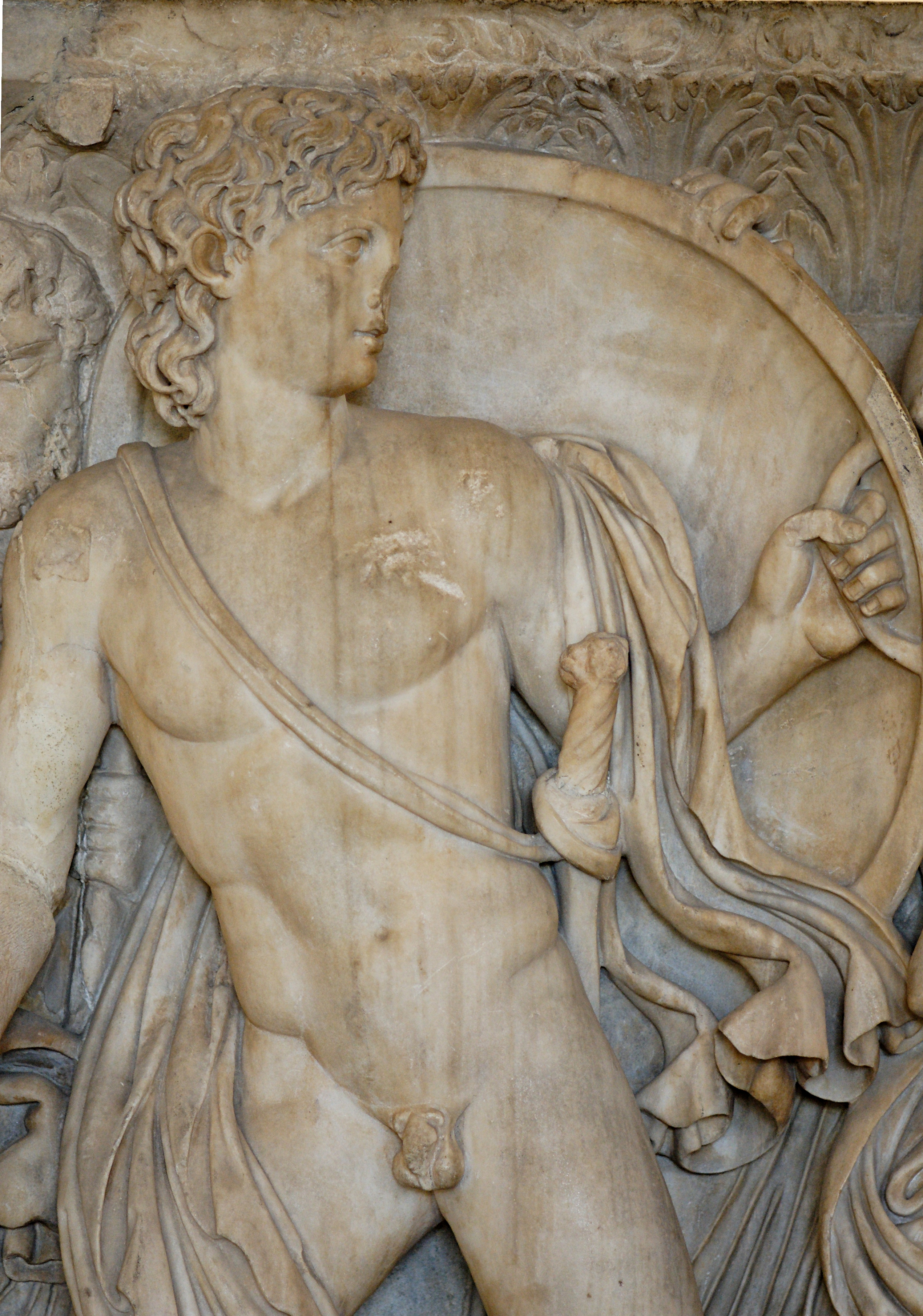
Aquiles preparándose para el combate, relieve ateniense del 240 a. C.

En la antigua Grecia, la desnudez masculina estaba socialmente aceptada, por regla general, en determinados contextos deportivos y militares, y con el tiempo se convirtió en un rasgo distintivo de la cultura helénica. Al parecer, según un pasaje de Tucídides, la desnudez fue practicada por primera vez por los espartanos en sus ejercicios militares y posteriormente fue introducida por ellos en los antiguos Juegos Olímpicos, pero otras fuentes afirman que la costumbre se originó cuando un atleta ganó la competición de atletismo durante la V Olimpiada (720 a. C.) que, a mitad de la carrera, se deshizo de la faja que llevaba alrededor de las caderas y que entorpecía sus movimientos.
La estudiosa Larisse Bonfante opina que la desnudez pudo tener una finalidad mágico-protectora, al igual que el simbolismo fálico y el uso del amuleto eran habituales en la época; ahora bien, sea cual sea la forma de su introducción, la desnudez es rápidamente adoptada por la sociedad y las artes griegas en su idealización formal y conceptual, generando una prolífica e influyente iconografía atestiguada ya en el siglo VIII a. C. en pinturas de barcos y numerosos kouroi arcaicos.
En el siglo V a. C., cuando aparecieron las primeras palestras y gimnasios de atletismo, la desnudez atlética ya estaba muy extendida: la propia palabra gimnasia, por cierto, deriva del griego gymnos, que significa desnudo.